# Église Saint-Martin de Vicq
L'église Saint-Martin est une église catholique située à Vicq, en France.

## Localisation
L'église est située dans le département français des Yvelines, sur la commune de Vicq.

## Historique
L'édifice est inscrit au titre des monuments historiques en 1980.